# (58084) Hicétaon
(58084) Hicétaon, désignation internationale (58084) Hiketaon, est un astéroïde troyen jovien.

## Description
(58084) Hicétaon est un astéroïde troyen jovien, camp troyen, c'est-à-dire situé au point de Lagrange L5 du système Soleil-Jupiter. Il présente une orbite caractérisée par un demi-grand axe de 5,197 UA, une excentricité de 0,137 et une inclinaison de 8,0° par rapport à l'écliptique.
Il est nommé en référence au personnage de la mythologie grecque Hicétaon, un des anciens de la ville de Troie lors du conflit légendaire de la guerre de Troie.

## Compléments